# 錢璡
錢璡（1425年—？），字廷珍，浙江寧波府鄞縣人，民籍，明朝政治人物。景泰甲戌進士。

## 生平
浙江鄉試第十五名。景泰五年（1454年）登甲戌科進士。任監察御史。景帝病重，朝臣請立儲，景帝不允。錢琎與同官楊瑄、樊英等約定疏爭，隨即發生奪門之變，英宗復闢，其議遂罷。
天順五年（1461年），陞福建按察司副使。成化中以布政左迁任甘肃行太仆寺卿。弘治二年（1489年）致仕。

## 家族
曾祖錢康甫、祖父錢尹初、父錢象，曾任典史。